# Браун, Фрэнсис (писательница)
Фрэнсис Браун (англ. Frances Browne; 16 января 1816, Странорлар, Ольстер — 21 августа 1879, Ричмонд-апон-Темс, Большой Лондон) — ирландская писательница, детская писательница и поэтесса, которую больше всего помнят за сборник рассказов для детей «Чудесное кресло бабушки» (англ. «Granny's Wonderful Chair»). В дореволюционных русскоязычных источниках её фамилию нередко писали через букву «О» — Броун. Также известна как «Слепая поэтесса Ольстера».

## Биография
Фрэнсис Браун родилась 16 января 1816 года в ирландской деревушке Странорлар в графстве Донегол (провинция Ольстер) и была седьмым ребенком в семье; всего у неё было одиннадцать братьев и сестёр. Когда ей было 18 месяцев от роду, она заболела оспой последствием которой стала полная потеря зрения. 
Однако слепота не помешала ей получить хорошее образование. В своих произведениях Браун рассказывает, как выучила наизусть уроки, которые ее братья и сёстры произносили вслух каждый вечер, и как она «подкупила» их, чтобы они читали ей, выполняя свою работу по дому; затем она усердно работала над запоминанием всего, что услышала.
Своё первое стихотворение — версию христианской молитвы «Отче наш», Фрэнсис Браун сочинила когда ей было всего семь лет.
В 1841 году первые стихи Браун были опубликованы в ирландском журнале «Penny Journal» и в лондонском журнале «Атенеум». В журнал «Irish Penny Journal» была включена лирика «Песни нашей земли», которую можно найти в антологиях ирландских патриотических стихов. Она опубликовала полный том стихов в 1844 году и второй том в 1847 году. Провинциальные газеты, особенно базирующаяся в Белфасте газета «Северные виги» (англ. Northern Whig), перепечатали многие из них, и она стала широко известна как «Слепая поэтесса Ольстера».
В 1845 году популярный журнал «Chambers's Edinburgh Journal» впервые опубликовал её стихи и они так понравились подписчикам, что следующие 25 лет Ф. Браун тесно сотрудничала с этим изданием. Первым её рассказом, опубликованным там в марте 1845 года, был «Потерянный новогодний подарок», в котором рассказывается о бедной портнихе из Лондона, которая была великолепным мастером рассказывать удивительные истории.
Браун также публиковала свои рассказы в других журналах, в основном женских читателях, например, для «Ladies 'Companion», который читали многие состоятельные женщины викторианской эпохи. Среди историй, которые она написала там, были, в частности, «Лебедь миссис Слоупер» (англ. Mrs Sloper's Swan) и жуткую сказку, действие которой происходит в графстве Фермана, под названием «Беспокойство Баллимор» (англ. The Botheration of Ballymore).
Когда имя и обстоятельства жизни писательницы стали широко известны в Британской империи, тогдашний премьер-министр Великобритании Роберт Пиль, назначил ей пенсию в 20 фунтов стерлингов (по тем временам существенная сумма). 
В 1847 году она переехала в Эдинбург, сотрудничала в «Chamber’s Journal», напечатала том своих стихотворений «Legends of Ulster» и роман «The Ericksons». 
В 1852 году Браун переехала в Лондон и писала стихи и рассказы для столичных журналов. 
Фрэнсис Браун умерла 21 августа 1879 года Ричмонд-апон-Темсе и была похоронена на Ричмондском кладбище.